# 南開大学
南開大学（なんかいだいがく、簡体字：南开大学、ピンイン：Nánkāi Dàxué、英名：Nankai University）は、中華人民共和国天津市南開区（大学名は区の名由来）に所在する中華人民共和国の大学である。1904年、南開大学の前身である「天津敬業学堂」が創立された。副部級大学のひとつとして、大学の略称は「南開」（ナンカイ）または「南大」（ナンダァ）。大学は国家重点実験室も持っている。985工程、211工程、双一流の成員校として、国家重点大学である。

## 概観
国家重点大学のひとつであり、多くの出身者が活躍していることから「学府北辰」（学府の北極星）と謳われる。前身は厳修と張伯苓が創設した南開学校で、中国において最も早い私立大学として創立された。第二次世界大戦後に国立大学に改組。22の学科、73の専攻、18の専門研究機関があり、34か国200以上の大学と提携しており、世界中から留学生を受け入れている。

## 沿革

### 私立時期（1904年-1937年）
- 1904年 - 天津敬業学堂を設立。
- 1906年 - 天津南開学堂に改称。
- 1912年 - 天津南開中学に改称（日本の旧制中学校にあたる）。
- 1915年 - 大学部を設立。
- 1919年 - 私立南開大学を設立[2]（文、商、理学部がある）。
- 1929年 - 医学短期部を設立。

### 長沙臨時大学、国立西南連合大学時期（1937年-1945年）
- 1937年 - 日中戦争が勃発し、7月には日本軍の空爆により校舎や図書館が焼失する。戦局の悪化により、8月に北京大学・清華大学とともに長沙へ移転し、長沙臨時大学を構成する。
- 1938年 - 4月には昆明へ再移転し、国立西南連合大学と改称する。翌年には南開大学経済研究所と南開中学校・高校は重慶へ移転した。その前に四川省で重慶南開中学・高校と自貢蜀光中学・高校を創立している。

### 国立大学時期（1946年- ）
- 1946年 - 天津に戻り、国立南開大学となる。
- 1950年 - 国立大学として南開大学に改称。
- 1952年 - 院系調整のため工学部キャンパスを移設し、天津大学が設立された。
- 1958年 - 財経学部が独立して天津財経学院となる。
- 1993年 - 医学部を設立。中国における総合大学として、初の医学部をもつことになる。
- 1995年 - 天津対外貿易学院を合併。
- 2009年 - 深圳金融工程学院を閉鎖。
- 2015年 - 津南キャンパスを開設。

## 学部・学系・付置研究所等

### 学院・学系
- 文学院
- 歴史学院
- 哲学系
- 外国語学院
- 漢語言文化学院
- 法学院
- 政府管理学院
- マルクス主義学院
- 経済学院
- 金融学院
- 商学院
- 数学学院
- 物理科学学院
- 化学学院
- 生命科学学院
- 薬学院
- 医学院
- ソフトウェア学院
- 情報科学技術学院
- 環境科学工程学院

### 研究所
- 数学研究所
- 日本研究所
- タイタ応用物理学院
- タイタ生物技術学院
- 高等教育研究所
- 元素有機化学研究所
- 農薬工程センター
- 光学研究所

### 付属学校
- 南開大学付属幼稚園
- 南開大学付属小学校
- 南開大学付属中学・高校

### 付属病院
- 南開大学付属口腔病院

- College of Chemistry
南開大学 化学学院
- TEDA college
南開大学 泰達学院
- School of Medicine
天津大学南開大学共同研究棟
- School of Finance
南開大学 金融学院
- School of Law
南開大学 法学院

## 校歌
曲譜はOh Chrismas Treeに由来する。同楽譜はアメリカ・コーネル大学の学歌にも使用されている。
- 歌詞

渤海之濱　　白河之津　　巍巍我南開精神　　汲汲駸駸　　月異日新　　發煌我前途無垠　　美哉
大仁 智勇 真純　　以鑄以陶　　文質彬彬　　渤海之濱　　白河之津　　巍巍我南開精神

## 校訓
允公允能 日新月異（まことに公にしてまことに能、日進月歩）

## 八里台キャンパス周辺
周辺には天津大学、天津師範大学、天津医科大学などがあり、学生向けの店舗が集まる学生街となっている。大学の南には天津タワー（天塔）と水上公園（天津動物園）が広がり、周恩来とその妻鄧穎超が出会った場所であることを記念した周恩来・鄧穎超記念館がある。

## 大学関係者と組織

### 大学関係者一覧

#### 歴代総長
※参考：公式ウェブサイト>学校概况 > 历届领导
1. 張伯苓 1919年-1948年 （北洋水師学堂卒業、コロンビア大学名誉博士）
2. 何廉 1948年-1957年(代理) （南開大学卒業、イェール大学経済学博士）
3. 楊石先 1957年-1969年、1979年-1981年（南開大学卒業、イェール大学哲学博士PH.D）
4. 臧伯平 1978年（文部副大臣）
5. 滕維藻 1981年-1986年 （浙江大学卒業、南開大学経済学修士）
6. 母国光 1986年1月-1995年8月（南開大学卒業、理学博士）
7. 侯自新 1995年8月-2006年5月（南開大学卒業、理学博士）
8. 饒子和（中国語版） 2006年5月-2011年1月（中国科学技術大学卒業、メルボルン大学で博士号取得）
9. 龔克（中国語版） 2011年1月-2018年1月
10. 曹雪涛（中国語版）2018年1月-2022年8月
11. 陳雨露（中国語版） 2022年8月-

#### 著名な教職員
- 蔣廷黻（歴史学者、外交官、政治家）
- 平田光弘（経営学者）

#### 著名な出身者
- 周恩来 - 1919年南開大学入学、政治家、革命家、政務院総理・国務院総理（首相）
- 陳省身 - 1930年南開大学卒業、1973年ウルフ賞授賞
- 楊振寧 - 1942年西南連合大学卒業、1957年ノーベル物理学賞、受賞当時は中国籍（Republic of China）
- 李政道 - 1944年西南連合大学入学、1957年ノーベル物理学賞、受賞当時は中国籍（Republic of China）
- 余茂春（中国語版） - アメリカ合衆国国務省アメリカ合衆国国務長官中国政策首席顧問

## 系列学校
- 南開小学校（現在はなし）
- 南開中学（1904年に私立校として設立、1950年より天津市立校）
- 南開女子中学校（1923年設立、1952年市立第七女子中学に改称。後に文化大革命期東方紅中学に改称、1980年代より天津市第二南開中学）
- 重慶南開中学（中国語版）（1936年設立[6]、初名重慶南渝中学、1937年より重慶私立南開中学、現在は重慶市立）
- 自貢蜀光中学（中国語版）（1924年設立、現在は四川省立）

## 大学付属企業
数百の大学付属企業があり、2社が上海証券取引所に上場している。

## 日本との関係
提携および協定を結ぶ日本の大学
- 愛知大学[7][8]
- 早稲田大学
- 慶應義塾大学
- 立教大学
- 立命館大学
- 中央大学
- 青山学院大学
- 北海道大学[9]
- 一橋大学
- 東北学院大学
- 武蔵大学
- 國學院大學
- 山梨学院大学[1]
- 名城大学
- 久留米大学
- 上智大学
- 専修大学[10]
- 九州大学[11]